# Gotthard Johan von Budberg
Gotthard Johan von Budberg, född den 4 december 1634, död tidigast 1700, var en svensk friherre och militär. Han var bror till Leonhard och Gotthard Wilhelm von Budberg.
von Budberg blev kaptenlöjtnant vid livländska kavalleriregementet 1655, ryttmästare vid Magnus Gabriel De la Gardies regemente 1656, major vid
Robert Douglas livregemente 1658, lantmarskalk i Livland 1660, lantråd där 1665, sändebud till Ryssland jämte Gustaf Oxenstierna 1673–1674, direktor i överkonsistorium i Livland 1674, överste vid Viborgs läns kavalleriregemente 1675. Han bevistade med sitt regemente slaget vid Lund  1676. von Budberg blev lantråd i Estland 1676 och överste vid estländska adelsfanan 1692. Han upphöjdes till friherre 1693 jämte sina yngre bröder Leonhard och Gotthard Wilhelm (introducerad samma år under nummer 98) och beviljades avsked från överstebeställningen 1700.